# Mesabolivar huambisa
Mesabolivar huambisa is een spinnensoort uit de familie trilspinnen (Pholcidae). De soort komt voor in Peru en Ecuador. 